# Titrage acido-basique
Le titrage (dosage) acido-basique est une méthode de titrage reposant sur la réaction entre une base et un acide pour déterminer la concentration de 2 solutions.
Il peut être réalisé avec un acide fort et une base forte, un acide fort et une base faible, ou une base forte et un acide faible.

## Description

### Titrage d'un acide fort par une base forte (ou l'inverse)
Dans le cas d'un acide fort qu'on fait réagir avec une base forte, on part d'une solution d'acide fort dont on ne connait pas la concentration. On y ajoute à petites doses une solution de base forte dont on connait la concentration jusqu'à ce que le pH devienne neutre. On arrive alors au point d'équivalence où la quantité de base forte ajoutée est égale à la quantité d'acide fort avant dissolution,,. Il faut préciser que la dissolution dans l'eau d'un acide fort est totale : AH + H2O → H3O+ + A-. La réaction de neutralisation fait réagir les ions OH- de la base forte avec les ions H3O+ jusqu'à ce que [H3O+] = [OH-] = 10-7: H3O+ + OH- → 2 H2O. L'acide fort peut être l'acide chlorhydrique HCl et la base forte peut être la soude NaOH = Na+ + OH-. En réalité c'est l'ion OH- qui joue alors le rôle de base forte. Les ions Na+ et Cl- sont spectateurs. L'expérience peut se faire dans l'autre sens avec une base forte titrée avec un acide fort. Le titrage permet de tracer la courbe de pH d'une solution d'acide fort (ou de base forte) en fonction de la quantité de base forte (ou d'acide fort) versée dans la solution.
{\displaystyle pH=-\log[H_{3}O^{+}]=14+\log[OH^{-}]}
{\displaystyle H_{3}O^{+}+Cl^{-}+Na^{+}+OH^{-}\rightarrow 2H_{2}O+Na^{+}+Cl^{-}}

### Titrage d'un acide faible par une base forte (ou d'une base faible par un acide fort)

Courbes de titrage d'un acide fort (a) et d'un acide faible (b) par une base forte avec les coordonnées du point de demi-équivalence.

Un acide faible ne va pas réagir complètement dans l'eau contrairement à un acide fort. La réaction s'écrit donc avec une double flèche : AH + H2O ⇌ A- + H3O+. L'hypothèse de départ retenue est que la quantité de base conjuguée est très faible par rapport à l'acide. Dans ce cas simple on peut faire une approximation et calculer le pH à l'aide de la formule de la constante d'acidité. En ajoutant à petites doses la base forte comme l'ion OH- provenant de la soude on a une dissolution plus importante de l'acide faible : AH + OH- → A- + H2O. En continuant l'expérience on arrive au point de demi-équivalence où la quantité de base conjuguée est égale à celle de l'acide. Alors la formule de la constante d'acidité Ka donne : pH = pKa + log([A-]/[AH]) = pKa. Puis on atteint le point d'équivalence où tout l'acide a réagi.
{\displaystyle K_{a}=[H_{3}O^{+}]\times {\frac {[A^{-}]}{[AH]}}\Rightarrow pK_{a}=pH-\log \left({\frac {[A^{-}]}{[AH]}}\right)\Rightarrow pH=pK_{a}+\log \left({\frac {[A^{-}]}{[AH]}}\right)}
L'expérience peut se faire avec un acide faible et une base forte ou bien avec une base faible et un acide fort,. Dans ces exemples l'acide faible est l'acide éthanoïque ou acide acétique de formule CH3COOH dont la base conjuguée est l'ion éthanoate ou ion acétate CH3COO-, et la base forte est la soude NaOH. De même la base faible est l'ammoniac NH3 dont l'acide conjugué est l'ion ammonium NH4+, et l'acide fort est l'acide chlorhydrique HCl.
{\displaystyle CH_{3}COOH+H_{2}O\rightleftarrows CH_{3}COO^{-}+H_{3}O^{+}}
{\displaystyle CH_{3}COOH+OH^{-}\rightarrow CH_{3}COO^{-}+H_{2}O}
{\displaystyle NH_{3}+H_{2}O\rightleftarrows NH_{4}^{+}+OH^{-}}
{\displaystyle NH_{3}+H_{3}O^{+}\rightarrow NH_{4}^{+}+H_{2}O}